# RTCN Sławoborze
RTCN Sławoborze – radiowo-telewizyjne centrum nadawcze położone w Sławoborzu k. Świdwina.

## Parametry
- Wysokość posadowienia podpory anteny: 78 m n.p.m.[1]
- Wysokość zawieszenia systemów antenowych: Radio: 145, 173, TV: 200 m n.p.t.[1]

## Transmitowane programy

### Programy telewizyjne – cyfrowe
| Nazwa multipleksu | Częstotliwość | Kanał | Moc promieniowana nadajnika | Polaryzacja | Kompresja wizji |
| ----------------- | ------------- | ----- | --------------------------- | ----------- | --------------- |
| MUX 1             | 666 MHz       | 45    | 50 kW                       | pozioma     | MPEG-4 AVC      |
| MUX 2             | 706 MHz       | 50    | 50 kW                       | pozioma     | MPEG-4 AVC      |
| MUX 3             | 786 MHz       | 60    | 50 kW                       | pozioma     | MPEG-4 AVC      |
| MUX 8             | 191,5 MHz     | 7     | 25 kW                       | pozioma     | MPEG-4 AVC      |

### Programy radiowe
| LP | Program                   | Właściciel                                                               | Częstotliwość | Moc nadajnika | Polaryzacja |
| -- | ------------------------- | ------------------------------------------------------------------------ | ------------- | ------------- | ----------- |
| 1  | Radio Koszalin            | Polskie Radio – Regionalna Rozgłośnia w Koszalinie "Radio Koszalin" S.A. | 92,50 MHz     | 15kW          | pozioma     |
| 2  | RMF FM                    | Radio Muzyka Fakty Sp. z o.o.                                            | 96,40 MHz     | 15kW          | pozioma     |
| 3  | Polskie Radio Program II  | Polskie Radio S.A.                                                       | 98,20 MHz     | 15kW          | pozioma     |
| 4  | Radio Szczecin            | Polskie Radio – Regionalna Rozgłośnia w Szczecinie "Radio Szczecin" S.A. | 98,70 MHz     | 10kW          | pozioma     |
| 5  | Polskie Radio Program III | Polskie Radio S.A.                                                       | 101,50 MHz    | 15kW          | pozioma     |
| 6  | Radio Zet                 | Radio Zet Sp. z o.o.                                                     | 104,20 MHz    | 10kW          | pozioma     |
| 7  | Polskie Radio Program I   | Polskie Radio S.A.                                                       | 106,00 MHz    | 10kW          | pozioma     |

## Nienadawane analogowe programy telewizyjne
Programy telewizji analogowej wyłączone 20 maja 2013.
| LP | Program | Właściciel            | Częstotliwość | Kanał | Moc nadajnika | Polaryzacja |
| -- | ------- | --------------------- | ------------- | ----- | ------------- | ----------- |
| 1  | TVP2    | Telewizja Polska S.A. | 527,25 MHz    | 28    | 100 kW        | pozioma     |
| 2  | TVN     | TVN S.A.              | 559,25 MHz    | 32    | 100 kW        | pozioma     |
| 3  | TVP1    | Telewizja Polska S.A. | 783,25 MHz    | 60    | 200 kW        | pozioma     |